# Hans L. Martensen
 Ikke at forveksle med den lutherske biskop Hans Lassen Martensen.
Hans Ludvig Martensen SJ (7. august 1927 i København – 13. marts 2012 i Hellerup) var en dansk romersk-katolsk biskop og biskop emeritus af København og deltager i det sidste møde i Det andet Vatikankoncil.
Martensen blev student fra Østre Borgerdydskole og indtrådte i Jesuiterordenen i 1945. Han blev præsteviet i Jesu Hjerte Kirke i Stenosgade på Vesterbro den 15. august 1956. Pave Paul 6. udnævnte ham den 22. marts 1965 til Biskop af København. 
Da han blev udnævnt, var han 37 år og dermed landets yngste biskop. Han læste på Gregoriana-universitetet i Rom og var i gang med sin doktordisputats om Martin Luther.
Biskop emeritus Theodor Suhr OSB viede Martensen til biskop den 16. maj samme år; medkonsekratorer var John Willem Nicolaysen Gran OCSO, biskop af Oslo og Paul Verschuren SCI, Koadjutorbiskop af Helsinki.
Hans Ludvig Martensen fratrådte sit embede af helbredsgrunde den 22. marts 1995. Han blev Ridder af 1. grad af Dannebrog i 1994.
For sin videnskabelige indsats blev Martensen i 1969 udnævnt til æresdoktor ved Loyola University Chicago, i 1984 ved universitetet i Bonn og i 1993 ved Københavns Universitet. Han supplerede sin teologiske eksamen med en cand.mag. i kristendomskundskab og dansk. Han har skrevet "Dåb og kristenliv" og "Dåb og gudstro" samt "Martin Luther – Jesu Kristi Vidne" fra 1986.